# Saint-Rémy-de-la-Vanne
 Saint-Rémy-de-la-Vanne  es una población y comuna francesa, en la región de Isla de Francia, departamento de Sena y Marne, en el distrito de Provins y cantón de La Ferté-Gaucher.

## Historia
La comuna se denominó Saint-Rémy-la-Vanne hasta el 31 de diciembre de 2023.

## Demografía
| 622 | 565 | 610 | 619 | 699 | 807 |
| Para los censos de 1962 a 1999 la población legal corresponde a la población sin duplicidades (Fuente: INSEE [Consultar]) |     |     |     |     |     |